# Медака китайська
Медака китайська (Oryzias sinensis) — вид риб роду Медака (Oryzias), родини Адріаніхтові (Adrianichthyidae). Прісноводна тропічна риба. 

## Опис

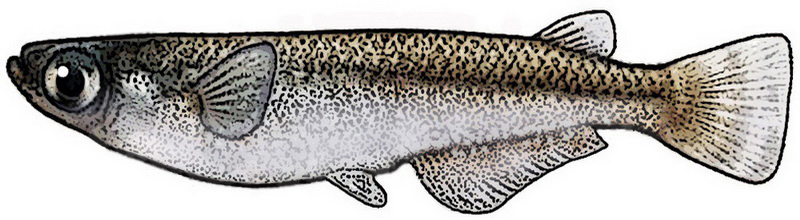

Довжина тіла до 5 см. Тіло видовжене, порівняно невисоке, стиснуте з боків. Голова помітно сплощена зверху. Рот маленький, верхній, щілиноподібний. Очі великі. Спинний плавець дуже здвинутий назад і розташований над задньою половиною анального. Анальний плавець довгий. Луска велика, легко спадаюча при доторкуванні. Бічна лінія відсутня. Забарвлення спини мінливе від сріблясто-жовтуватого до світло-коричнюватого. Черево сірувате. На спині, від потилиці до початку спинного плавця, темна смужка. На боках вздовж тіла проходить невиразна темна смуга. Черевні і анальні плавці вкриті чорними крапинками.

## Поширення
Природний ареал охоплює Південно-Східну Азію — від Меконгу до Червоної та річок південної частини Китаю (в басейнах річок Меконг, Іраваді, Салуїн, Хонгха і Н'янг). Зустрічається також у водоймах більшої частини Корейського півострова.

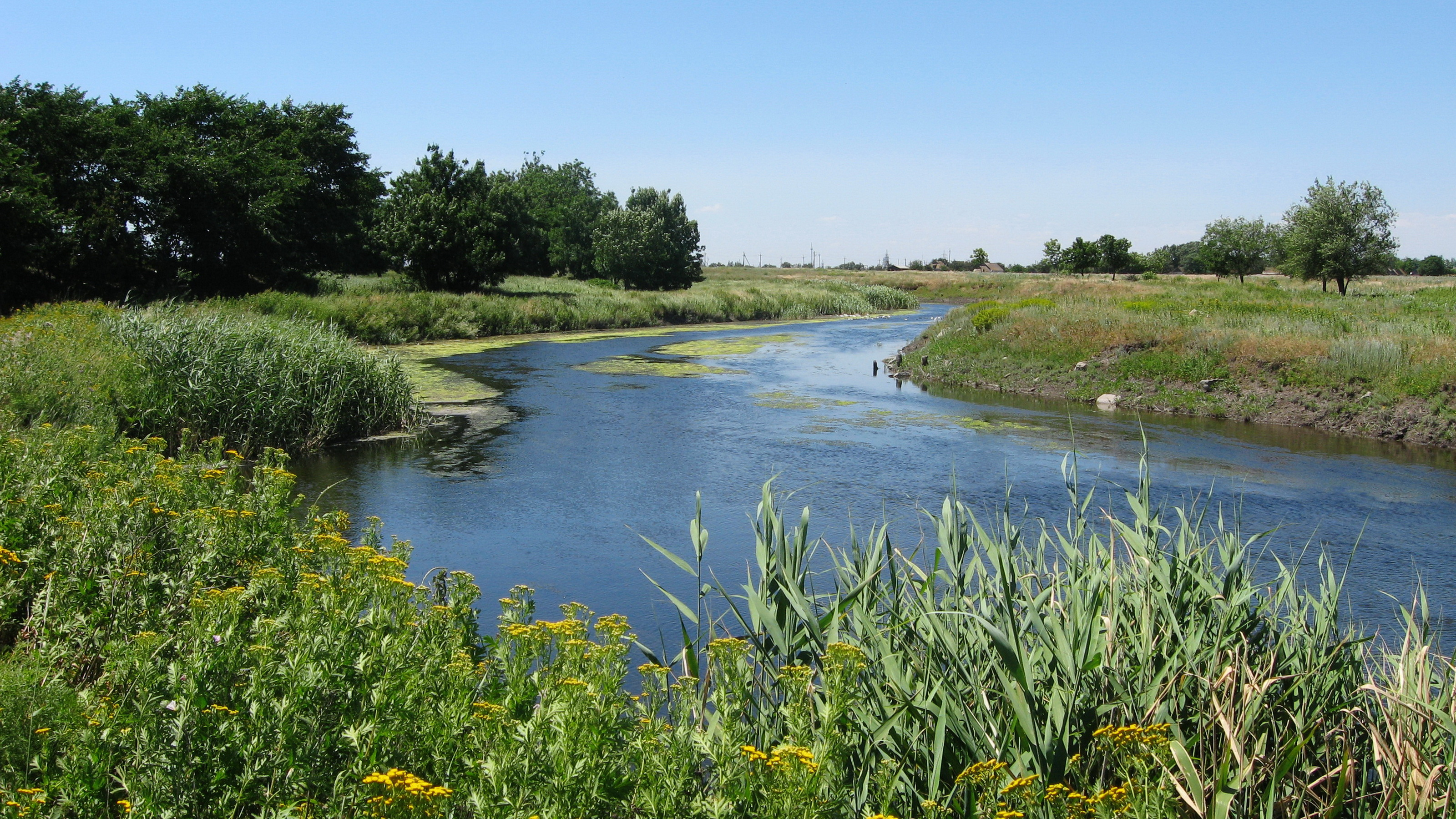
Річка Обитічна, поблизу м.Приморськ Запорізької області

Медака з Китаю була широко інтродукована в Азії (у тому числі в колишніх республіках Центральної Азії, у Європі (південна частина Росії), США (Флориді). Був вселений, ймовірно що разом із рослиноїдними рибами, до Казахстану, де в 1971 році відзначений у басейні річки Ілі, зараз став там масовим видом. З 1978 року відзначається у Росії на Кубані) в заплавних озерах басейну річки Анапка. У 2003 р. відзначений в Україні в річці Обитічній у районі міста Приморськ.
Основними причинами появи медики за межами природного ареалу є: 1) використання в якості біомеліоратора для боротьби з малярійним комаром; 2) ненавмисний завіз з рибопосадковим матеріалом до рибних господарств; 3) використання як об'єкту акваріумістики з випадковим потраплянням до природних водойм
. 

## Спосіб життя
Прісноводна зграйна жила риба. У природних умовах зустрічається на мілководних ділянках річок, заплавних та інших водойм, у тому числі солонуватоводних . Звичайно тримається одного місця.
Статевої зрілості досягає на першому році життя, при довжині тіла понад 1,2 см. У водоймах Казахстану розмножується в квітні—серпні. За сезон самиця може відкладати до 2 тис. ікринок. Нерест порційний (по 15—50 ікринок в порції), звичайно відбувається серед рослинності, майже щоночі. При температурі води 24—28° С личинки викльовуються з ікри за 10—15 діб після її запліднення. Тривалість життя до 5 років, переважно до 3 років.
Живиться планктоном, дрібними ракоподібними, олігохетами, остракодами, водяними кліщами, іноді водоростями. В їжі дорослих особин переважають личинки комах, зокрема комарів.

## Практичне значення
Промислового значення не має. Вважається перспективною в боротьбі з кровосисними комахами.